# Gérontophilie

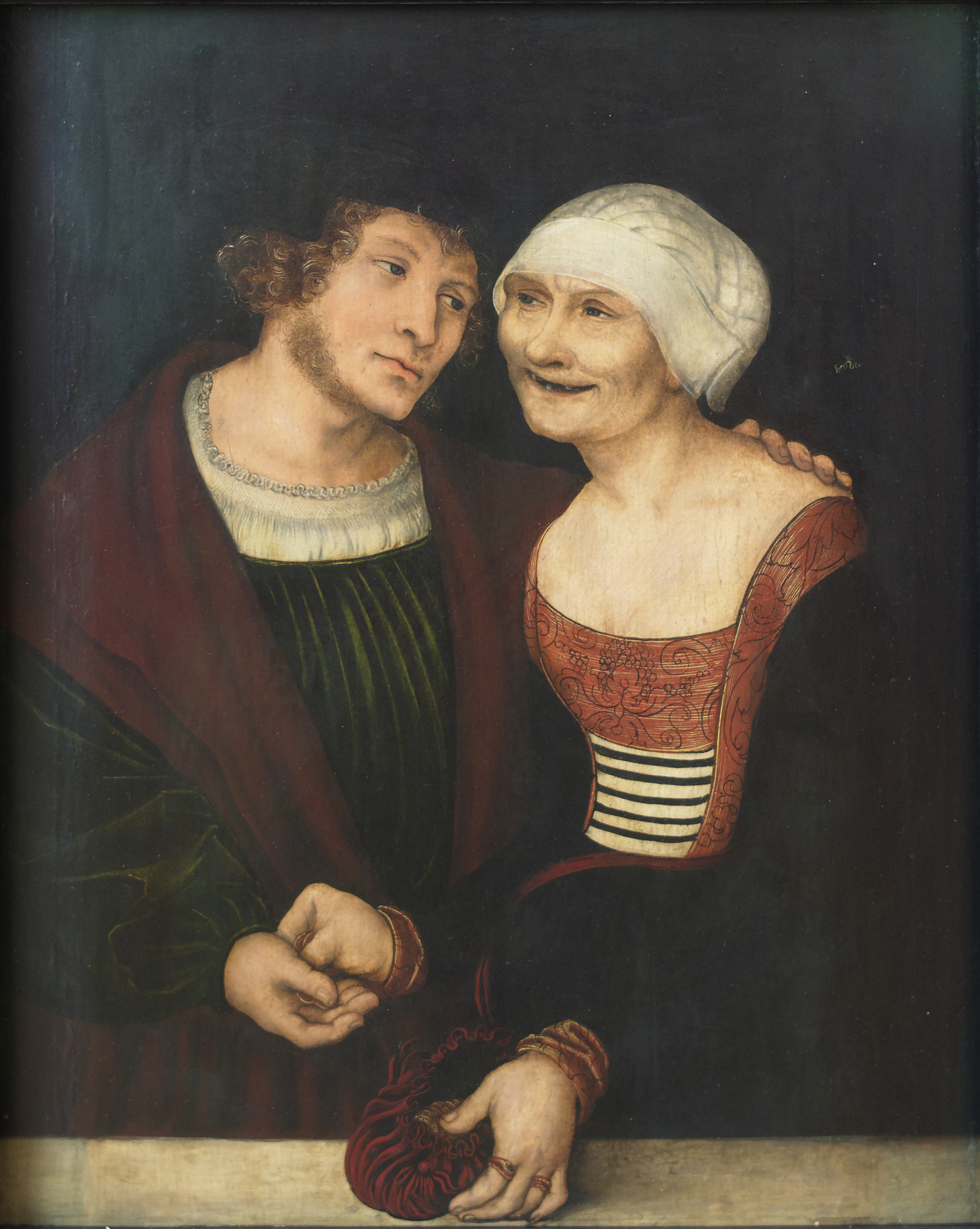
Le couple mal assorti (I). Lucas Cranach l'Ancien

La gérontophilie (du grec : geron, qui signifie « vieillard » et philie, qui signifie « amour ») est une paraphilie (comportement sexuel atypique) de type chronophilie (excitation due à la différence d'âge) dans laquelle un individu est sexuellement attiré par un partenaire sexuel très âgé.
Certaines personnes éprouvent une attirance envers des partenaires beaucoup plus âgés qu'eux. L'aspect rassurant et initiateur de la personne âgée est souvent déterminant. La gérontophilie peut aussi dériver de l'intelligence, de l'expérience, du calme de personnes ayant eu le temps de vivre et se trouvant disponibles, prêtes à écouter les autres.
La sexualité des personnes âgées n'est pas limitée par l'angoisse d'enfanter pour les femmes ménopausées. De même, les hommes âgés ayant subi une opération chirurgicale de la prostate ont des éjaculations rétrogrades rendant la conception impossible. La littérature érotique et le cinéma érotique et pornographique ont par exemple, beaucoup exploité le thème des personnes âgées avec des jeunes gens.
Sont distinguées : l'aphamégamie (attirance pour un homme plus âgé), l'anililagnie ou matrolygnagnie[C'est-à-dire ?].

## Gérontophilie et droit français
Il n'y a, en France, pas d'interdiction aux relations sexuelles entre personnes ayant une grande différence d'âge. Le mariage n'est pas interdit. Les agressions sexuelles envers des personnes âgées sont punies comme les autres agressions sexuelles. Cependant, ces situations se soldent souvent par des circonstances aggravantes lors des procès, de par la plus grande vulnérabilité supposée ou avérée des personnes âgées.

## Dans la culture populaire

### Littérature
- Histoire d'Urgèle (80 ans) et Valère (20 ans) dans Le Nouveau monde industriel et sociétaire de Charles Fourier[2].
- Éloge de la marâtre de Mario Vargas Llosa.
- Mémoire de mes putains tristes (Memoria de mis putas tristes) de Gabriel García Márquez.

### Cinéma
- Le film Harold et Maude raconte une histoire d'amour entre un jeune homme et une femme âgée.
- Les trois premiers films de la franchise American Pie mettent en scène ce type de relation entre l'un des protagonistes, Paul Finch (dit « Pause Caca »), avec la mère de l'un de ses condisciples, Jeanine Stifler.
- Le film The Grand Budapest Hotel évoque les histoires d'amours entre un homme, Monsieur Gustave, et de nombreuses femmes beaucoup plus âgées.
- Le film Gerontophilia (2013) de Bruce Labruce met en scène un jeune homme découvrant son attirance pour les personnes âgées.
- Le film Le Prénom montre un quadragénaire (Guillaume de Tonquédec) en pleine relation amoureuse avec une septuagénaire (Françoise Fabian) qui est aussi la mère de ses amis.
- Le film Le Lauréat (The Graduate, Mike Nichols, 1967, adaptation du roman du même titre de Charles Webb), met en scène un jeune étudiant entretenant une relation avec une amie de ses parents, Mrs. Robinson (à laquelle il mettra finalement fin pour se tourner vers la fille de cette dernière).
- Le film Breezy (1973) de Clint Eastwood retrace la relation amoureuse entre une très jeune hippie itinérante et un agent immobilier très aisé qui a largement passé la cinquantaine d'années.
- Le film Nelly et Monsieur Arnaud de Claude Sautet raconte l'histoire d'une relation ambigüe entre un vieux monsieur et sa secrétaire.

### Télévision
- La série Little Britain caricature un jeune gérontophile.
- Dans la série animée American Dad!, le temps d'un épisode, Steve, le fils de Stan, recherche la compagnie de vieilles femmes.
- Dans la série Les Simpson, Waylon Smithers a une attirance pour son patron Charles Montgomery Burns étant beaucoup plus vieux que lui.